# Nodens
Nodens (Nudens, Nodons) – celtyckie bóstwo czczone w rzymskiej Brytanii,  wykazujące imienne pokrewieństwo z postaciami mitologii iryjskiej i walijskiej.

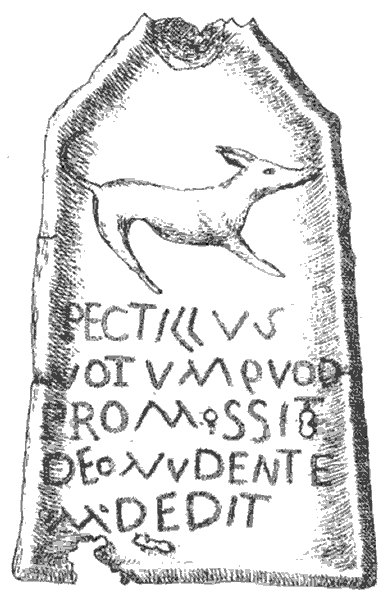
Poświęcona Nodensowi inskrypcja wotywna (z Lydney)

Według rozbieżnych poglądów uważany ogólnie za boga wód, w miejscowej tradycji – za boga uzdrowień i sztuki lekarskiej, a nawet za władcę świata pozaziemskiego, a tym samym – pana życia i śmierci. Dodatkowo utożsamiany z różnymi odpowiednikami rzymskimi (Sylwanem, Marsem, Neptunem oraz Merkurym).   

## Pochodzenie i związki
Imię bóstwa usiłowano tłumaczyć jako „chmurotwórca”, „sprawca dostatku” albo „rybak”, co zdaniem niektórych oddaje szeroki zakres jego funkcji. Etymologia imienia może jednak wskazywać, że Nodensa pierwotnie łączono przede wszystkim ze sferą łowów (w tej roli widocznie zestawiając go później z Sylwanem), ale także z żywiołem wodnym (znajdując tu odpowiednik w Neptunie), co wyraźnie też poświadczają znaleziska archeologiczne. Jako bóg łowów miał posiadać również moc odnajdywania i odzyskiwania utraconego mienia. Charakter ceremonii religijnych odprawianych w sanktuarium w Lydney stanowiłby potwierdzenie i uzdrowicielskiego aspektu bóstwa. Natomiast symbolika kojarząca je z psami ma odnosić się zarówno do polowań i uzdrowień, jak i do funkcji uzdrowicielskiej Marsa jako jego rzymskiego odpowiednika. Poza epigraficznymi odniesieniami do Marsa dwie inskrypcje z Lydney przypuszczalnie równają go także z Merkurym, zaś inna, z Vindolanda (dzis. Chesterholm) na Wale Hadriana, być może utożsamia go z Neptunem.
Imiennie bóstwo to pokrewne jest określonym postaciom mitologii iryjskiej i walijskiej. Zdaniem językoznawców pokrewieństwo etymologiczne wiąże Nodensa z Nuadą Srebrnorękim z mitologii iryjskiej; wykazuje też związki z walijskimi Llyrem (Lludd Llaw Ereint) i Gwynnem ap Nudd. Odległe podobieństwo na gruncie mitologicznym może go też łączyć z nordyckim Vanirem – bóstwem wiatru i żyznej ziemi wybrzeży, jak również żeglarzy i rybaków, wymienianym w poematach Edda starsza (Edda Saemunda).

## Ikonografia
Bezsporny pozostaje brytyjski charakter tego bóstwa. W przeciwieństwie do np. Sucellusa nie było ono nigdy przedstawiane w ludzkiej postaci. Jednak liczba związanych z jego kultem figurek psów stwarza uzasadnione przypuszczenie, że zwierzę to mogło być symbolem Nodensa wyobrażając go w umownej postaci, albo przynajmniej być jego atrybutem. Nasuwa się tu także skojarzenie z uzdrowicielską funkcją greckiego Asklepiosa, któremu również symbolicznie towarzyszył pies.. Jako posłaniec i tropiciel śladów był przez Celtów łączony ze światem pozaziemskim, a przykładem tej interpretacji jest brązowa figurka irlandzkiego wilczura z sanktuarium w Lydney, gdzie znaleziono ją w lejkowatym dole symbolizującym „bramę do tamtego świata”. Znaleziska tego rodzaju prowadzą do wniosku, iż bóstwu składano w ofierze (przypuszczalnie zastępczo) podobizny psów, które w swej symbolice zawierają też opiekę i wierność.  

## Kult

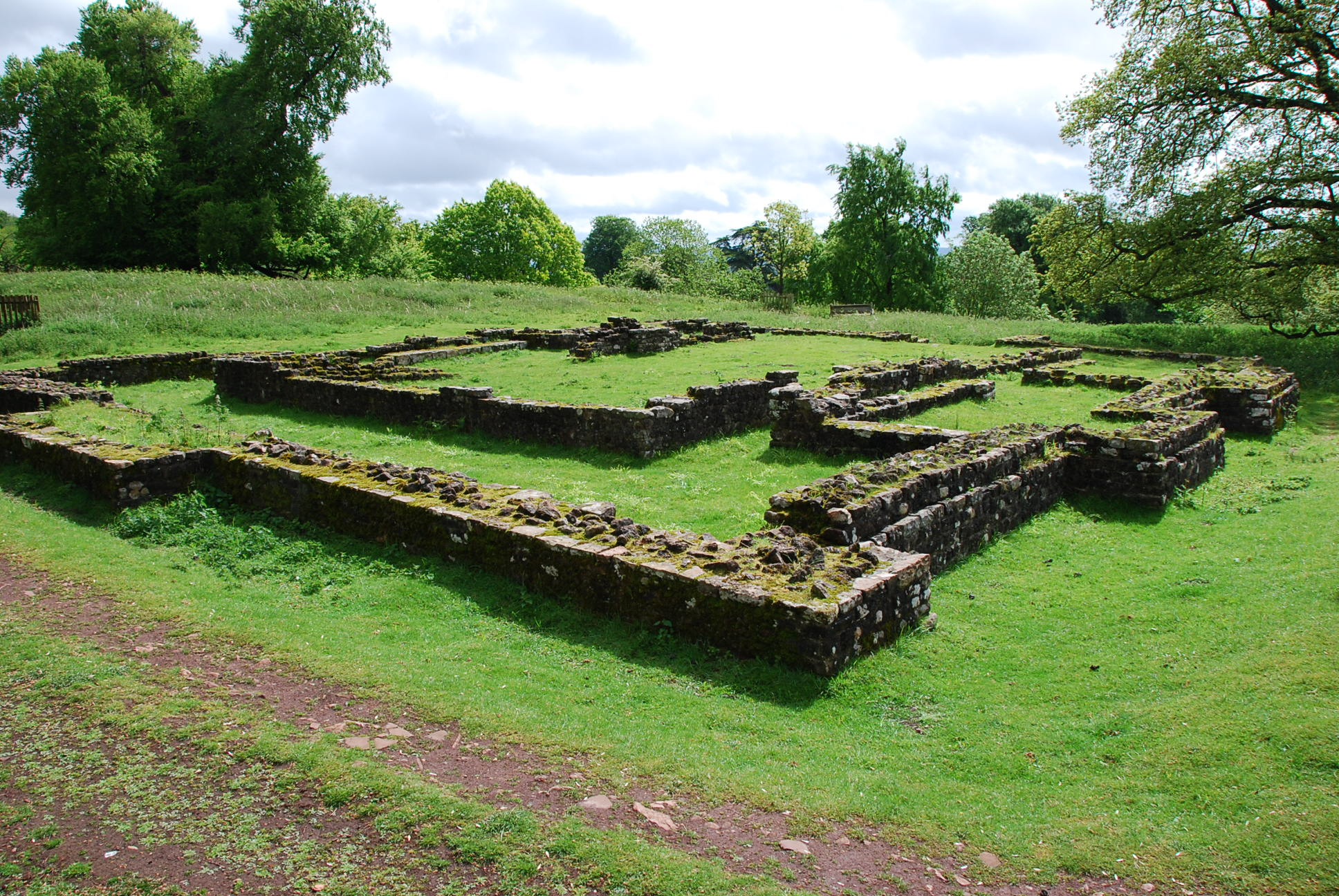
Fundamenty świątyni w Lydney Park

Jedynym potwierdzonym dotąd miejscem kultu jest zespół budowli w angielskim Lydney Park (Lydney, hrabstwo Gloucestershire), gdzie długotrwałe badania ujawniły obecność dużego sanktuarium pielgrzymkowego wraz z domem gościnnym. Dopuszcza się też istnienie kultu Nodensa w Galii – głównie na podstawie inskrypcji z Moguncji, w której występuje on jako Mars-Noadatus.

### Sanktuarium w Lydney Park
Zespół świątynny położony jest na spadzistym cyplu po północnej stronie ujścia rzeki Severn. Odkryty został i przebadany archeologicznie w latach 20. XX wieku przez Mortimera Wheelera, przy czym czas jego powstania określono na tuż po 364 r. n.e., a okres użytkowania dochodził w głąb V stulecia n.e.
Najważniejszą budowlę stanowi świątynia w kształcie prostokąta o wymiarach 72 x 54 m, zaś jej otoczona krytym obejściem cella ma wielkość 49,5 x 29 metrów. „Plan budynku nie należy do świata celtyckiego ani też zupełnie klasycznego, lecz jest kształtem zapożyczonym ze Wschodu; wysuwano przypuszczenie (bez konkretnego dowodu), iż cokolwiek zawdzięcza ono inspiracji chrześcijańskiej”. Fragmenty dedykowanej przez Titusa Flaviusa Senilisa mozaikowej posadzki z celli wyobrażają delfiny, ryby i stwory morskie.
Istotne znaczenie dla wyjaśnienia charakteru i roli całego zespołu świątynnego mają pozostałe zabudowania skupione wokół sanktuarium. W jego sąsiedztwie znajduje się rozległy budynek zajazdu dla przybyłych, obok niego – duży kompleks łaźni (term), zaś na skraju urwiska, naprzeciw świątyni, ciągnie się długa, szeregowa budowla z portykiem, podzielona na liczne niewielkie, otwarte pomieszczenia. Konstrukcję tę (znaną z grecko-rzymskich sanktuariów kuracyjnych) tłumaczy się jako rodzaj dormitorium dla przybywających chorych, którzy we śnie mieli doznawać wizji uzdrowicielskiego bóstwa. Uważa się, iż celom leczniczym sprzyjało także samo położenie na nadrzecznym urwisku z widokiem na wysoką zwrotną falę przypływu – tzw. Severn bore. 
Istotne znaleziska na tym terenie obejmują płaskorzeźby z brązu przedstawiające morskie bóstwo, rybaków i trytony, 9 posążków psów (w tym – z ludzką twarzą), a także uważane za przedmioty pozostawiane przez darczyńców – plakietki wotywne oraz kilkaset szpil (mających związek z porodem), bransolet i parę tysięcy monet. Osobne zagadnienie wśród znalezisk archeologicznych związanych z sanktuarium w Lydney stanowi kwestia tzw. pierścienia z Vyne.